# 屈萨克-梅多克堡
屈萨克-梅多克堡（法語：Cussac-Fort-Médoc）是法国吉伦特省的一个市镇，属于莱斯帕尔梅多克区。该市镇总面积18.01平方公里，2009年时的人口为1950人。

## 人口
屈萨克-梅多克堡人口变化图示